# Companhia Ferro-Carril do Jardim Botânico

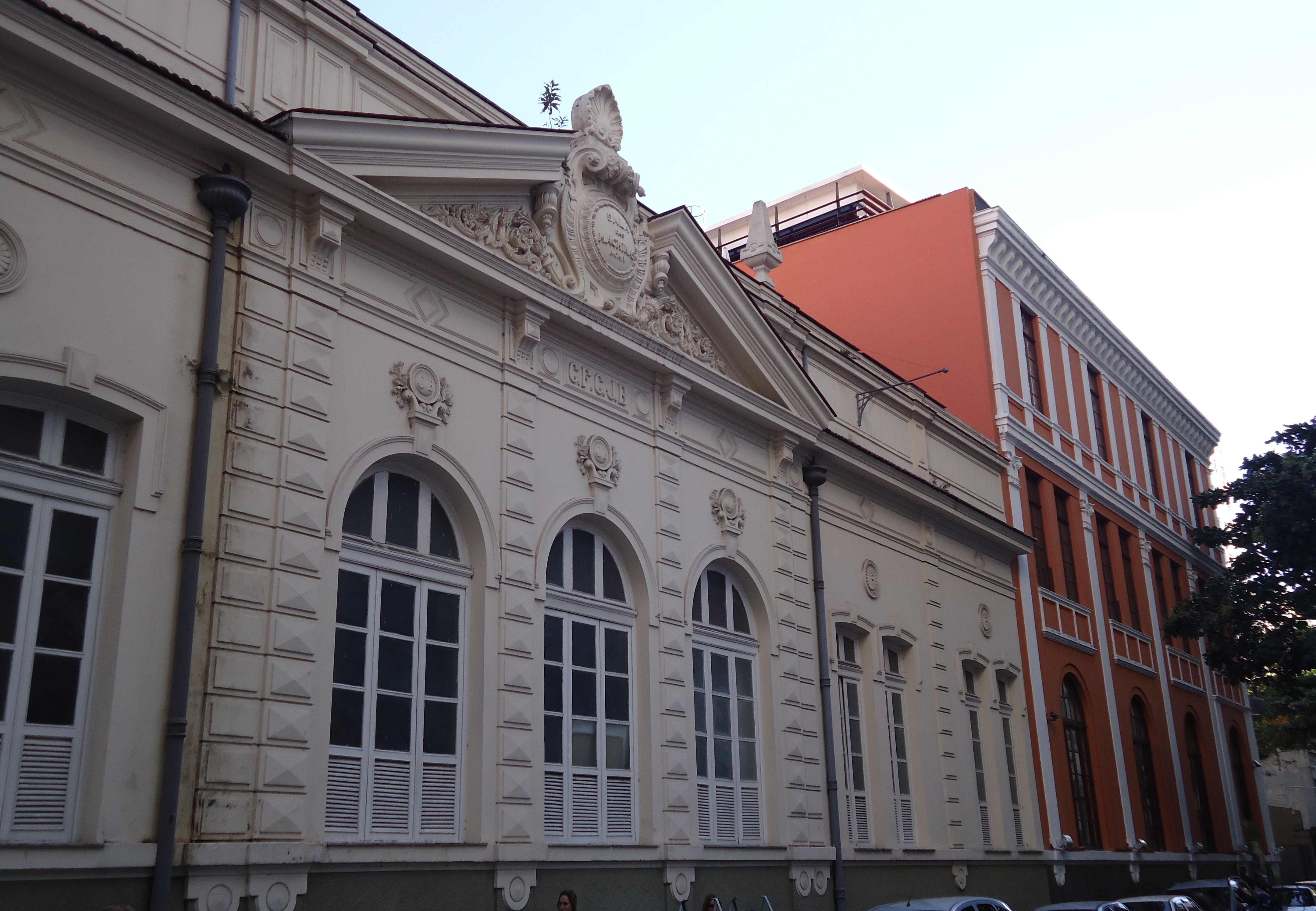
Prédio da Sala das Máquinas da Companhia Ferro-Carril do Jardim Botânico.

A Companhia Ferro-Carril do Jardim Botânico foi uma empresa de transportes públicos no Rio de Janeiro.

## História

### Antecedentes

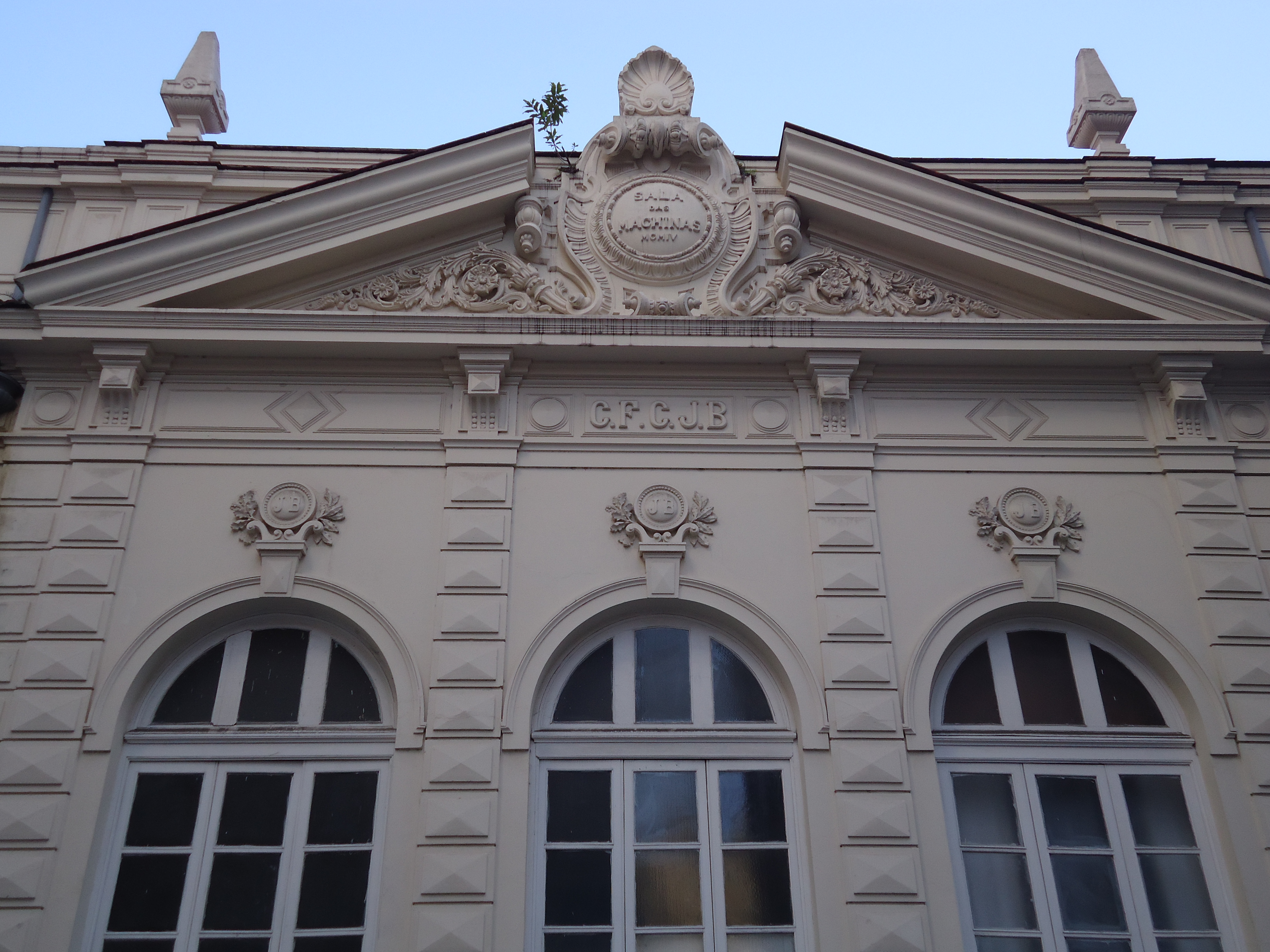
Prédio da Sala das Máquinas da Companhia Ferro-Carril do Jardim Botânico (1904): detalhe da fachada.

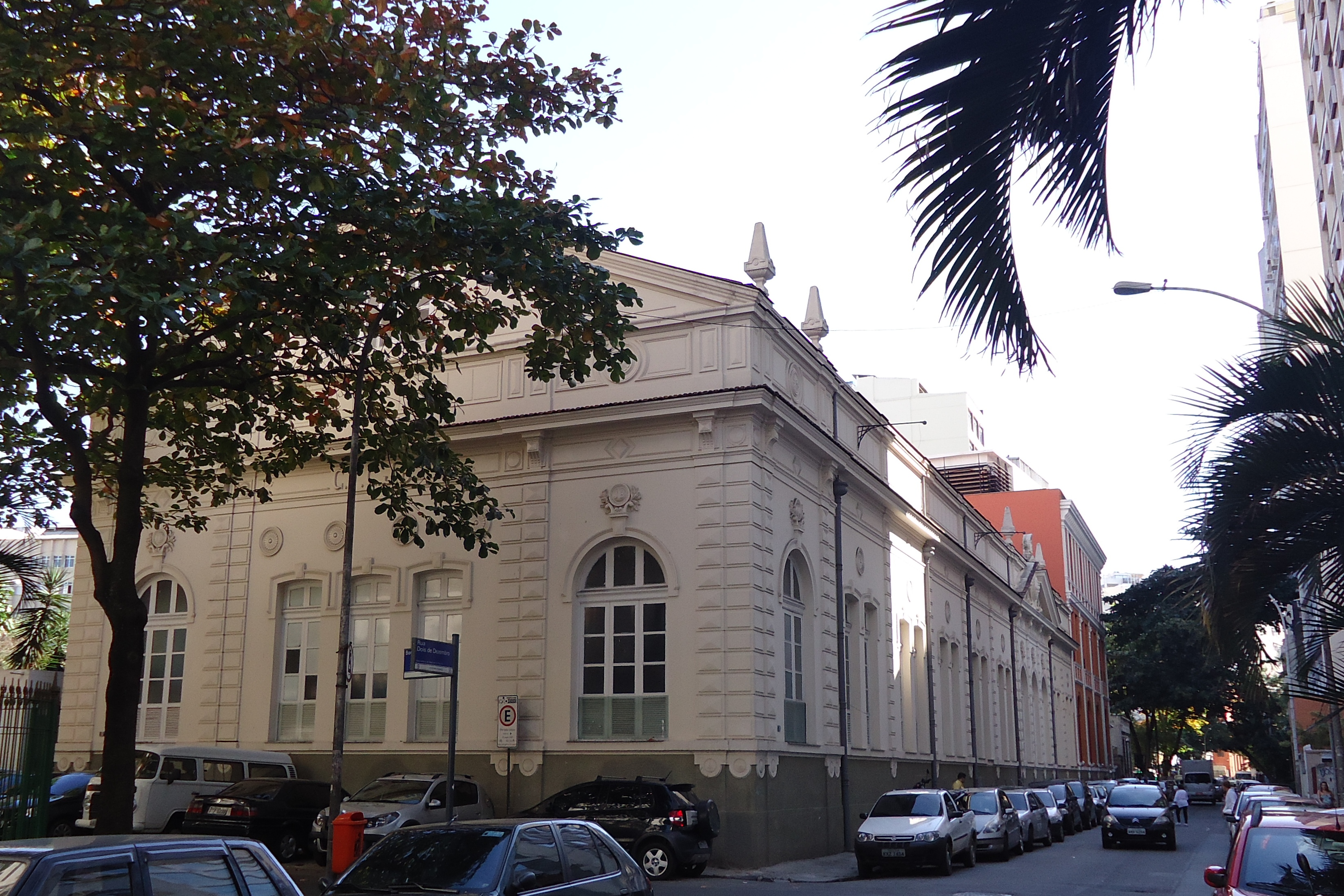
Prédio da Sala das Máquinas da Companhia Ferro-Carril do Jardim Botânico, Rio de Janeiro: panorâmica.

Em 1856, dois empresários brasileiros obtiveram uma concessão para o transporte coletivo por bondes de tração animal, no percurso do Centro da cidade do Rio de Janeiro até ao arrabalde da Gávea, passando pelos subúrbios de Glória, Catete, Botafogo e Jardim Botânico. Na região localizavam-se antigas fazendas, cujas terras à época estavam sendo divididas em chácaras, que se constituiam em moradias ou casas de veraneio dos mais abastados. Começavam também a surgir armazéns, geralmente pertencentes a imigrantes portugueses, e moradias de pessoas mais humildes, que viviam do trabalho para essas famílias. A empresa concessionária do serviço de transporte público naquela região teria três estações, duas nas extremidades e uma central, na altura do Jardim Botânico. O empreendimento entretanto, não era simples e demandava capitais que os empresários brasileiros não dispunham.

### A Companhia do Caminho de Carris de Ferro do Jardim Botânico
Em 1862 a concessão foi adquirida por Irineu Evangelista de Sousa, então presidente da Companhia de Carris de Ferro da Cidade à Boa-Vista na Tijuca, que organizou, para esta nova exploração, a Companhia do Caminho de Carris de Ferro do Jardim Botânico (18 de novembro de 1862) para a exploração da ligação entre aquele então arrabalde e o Centro da cidade.
A empresa foi operadora da primeira linha latino-americana de bondes elétricos, inaugurada em outubro de 1892 e fazendo o trajeto Largo da Carioca - Largo do Machado.
Nesta nova etapa, as dificuldades enfrentadas pela Companhia da Tijuca, e que culminariam na sua falência em 1866, desencorajaram os investidores.

### A Botanical Garden Railroad Ltd.
Também sem os necessários recursos para investimento, os direitos da Companhia do Jardim Botânico foram adquiridos por Charles B. Greenough, ex-engenheiro-chefe e gerente-geral da Bleecker Street & Fulton Ferry Rail Road, de Nova York, o qual fundou, naquela cidade estadunidense, a "Botanical Garden Railroad Ltd." (21 de novembro de 1866). Sousa continuou como associado nos primeiros tempos, e o seu nome consta na documentação da empresa, ora como representante, juntamente com Greenough, ora como fiador da Botanical Garden, que teve autorização para funcionar no Brasil apenas em abril de 1868.
A primeira linha da empresa, principiada em junho de 1868 e concluida em setembro do mesmo ano, foi inaugurada pelo Imperador Pedro II do Brasil em 9 de outubro seguinte, num trajeto de três quilómetros de extensão, com bitola de 1435 milímetros, ligando a rua do Ouvidor, no Centro, ao largo do Machado. Seis semanas depois, a linha alcançava Botafogo.
Em julho de 1869 contavam-se, em circulação na cidade, 19 carros de tipo fechado. No ano seguinte chegavam seis carros abertos, e, a 1 de janeiro de 1871, os trilhos da empresa alcançavam o Jardim Botânico. A demora deveu-se à interrupção forçada nos trabalhos uma vez que a rua que conduzia ao Jardim Botânico não estava concluída. Estes foram assim feitos por etapas, levando três anos para alcançar o portão do parque, e mais doze anos até conseguir alcançar o alto da Gávea. Nesse interím, os bondes faziam conexão com o serviço de gôndolas ou com as diligências para completar o itinerário.
Foi neste período que o termo "bonde", associado ao novo tipo de transporte, começou a vulgarizar-se. A razão foi o sistema de blocos de cinco passagens, instituído pela empresa para facilitar o troco, na medida em que as moedas, no valor das passagens, eram escassas. Os blocos eram adquiridos pelos passageiros nas estações e as passagens tinham impressas, além do nome da companhia, a palavra "bond" (título), o valor e um desenho do veículo.
Em 1879, mesmo ano da invenção do telefone, esse equipamento foi instalado em todas as estações da Botanical Garden, interligando-as.

### A Companhia Ferro-Carril do Jardim Botânico

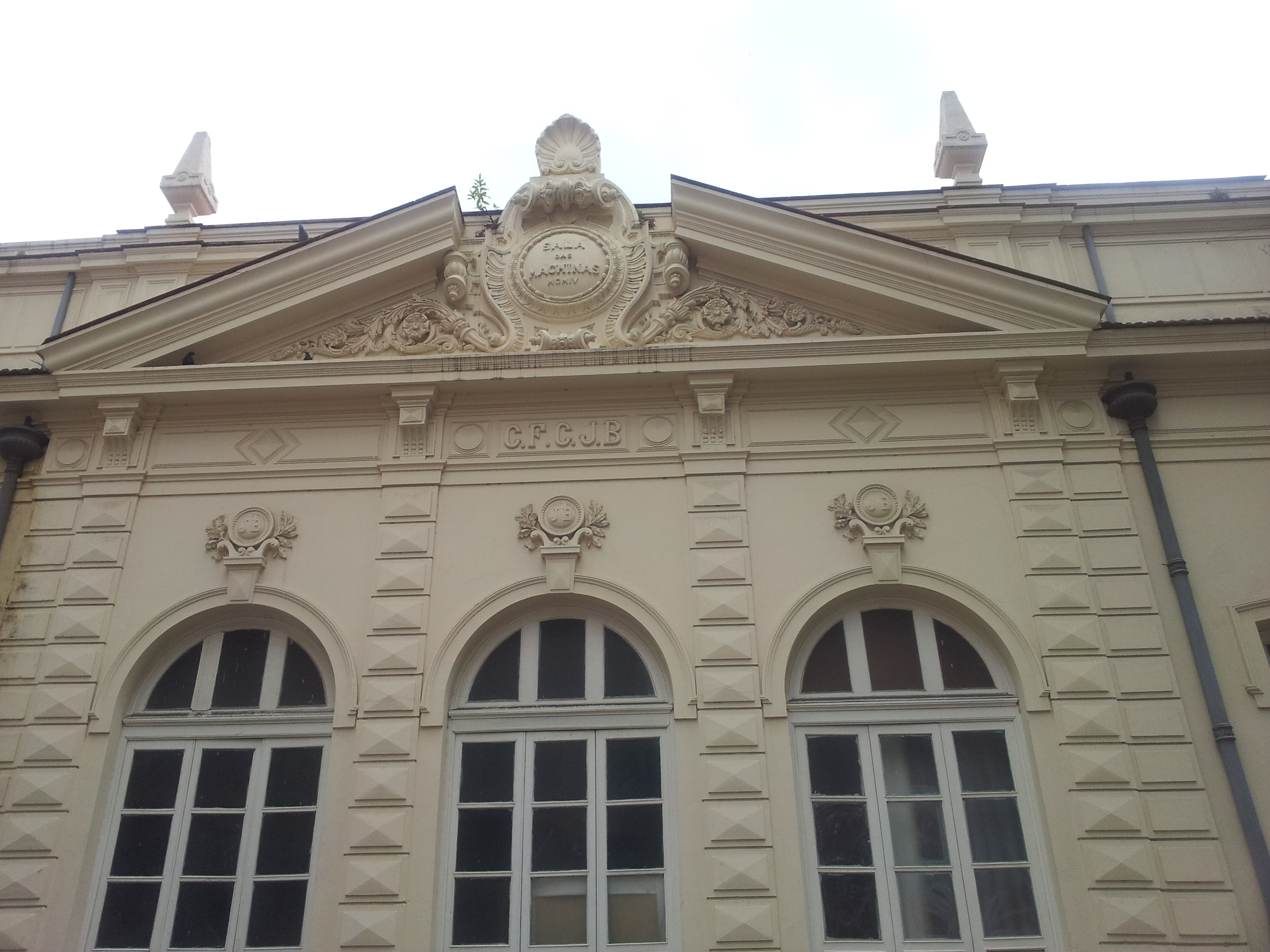
Prédio da companhia, de 1904, localizado na rua Dois de Dezembro.

Com o falecimento de Greenough (1880), a sede da empresa foi transferida para o Rio de Janeiro (1882) e, em 29 de janeiro de 1883 a Botanical Garden teve a sua razão social alterada para Companhia Ferro-Carril do Jardim Botânico (CFCJB). Contava então com 66 bondes de passageiros e 15 de carga, a circular por 36 quilómetros de linhas, puxados por 874 mulas.
Em 1890, contando a cidade com uma população de 522 mil habitantes, a companhia operava uma frota de 90 bondes e 1.300 muares, alimentados com alfafa importada do Rio da Prata. Visando reduzir esses custos então crescentes, o administrador da empresa, José de Cupertino Coelho Cintra, procurou uma nova fórmula para a tração dos carros, substituindo os animais.
No início de 1891 a empresa celebrou com James Michell, um jovem engenheiro estadunidense então com 25 anos de idade, da Thomson-Huston Company, de Lynn, Massachusetts (que no ano seguinte (1892) passaria a denominar-se General Electric), um contrato para a implantação de um sistema de bondes movidos a eletricidade.
Para esse fim foi construída uma usina termoelétrica a carvão na rua 2 de Dezembro (no largo do Machado), chamada de "Casa das Máquinas" (no original, Sala das Machinas),  e encomendados a John Stephenson três carros motores. Foram eletrificados 3 quilómetros de linha entre o largo da Carioca e o largo do Machado, aproximadamente o mesmo trecho inaugurado em 1868. Os primeiros testes tiveram lugar logo a 12 de agosto de 1892 e, a 8 de outubro teve lugar a sua inauguração solene. Constitui-se no primeiro sistema de bondes elétricos do país e da América Latina.
Os bondes, que inicialmente eram pintados conforme o bairro a que serviam, foram em 1899 uniformemente pintados de verde, com as iniciais CFCJB nas longarinas do teto. Em 1900 partiam composições, de cinco em cinco minutos, do largo da Carioca em direção a Copacabana, Gávea, Laranjeiras, passando pelo Catete, Flamengo, rua Bento Lisboa, praça Duque de Caxias, praia de Botafogo, rua Sergipe (atual rua Real Grandeza), largo dos Leões e Jardim Botânico, conforme informação do Almanaque Histórico da Cidade do Rio de Janeiro. Em 1903 foi inaugurada a tração elétrica nas linhas do Leme e Ipanema. Com a abertura da avenida Central (atual avenida Rio Branco) a estação da CFCJB no largo da Carioca localizava-se no edifício do Hotel Avenida, onde se abria a antiga Galeria Cruzeiro.
A companhia foi uma das grandes divulgadoras do bairro de Copacabana, como pode depreender-se da sua propaganda no início do século XX, afixada nas suas estações:
"Ide a Copacabana. Bondes em quantidade."
Ou ainda:
"Copacabana. Bondes até às 2 horas da manhã."
Na década de 1970, quando das obras de construção do Metrô do Rio de Janeiro, os edificios da companhia voltadas para o largo do Machado foram todos demolidos. A parte da frente dos terrenos foi utilizada para o alargamento das calçadas do largo; o restante dos terrenos serviu como canteiro de obras e uma parte foi arrendada ao Departamento Estadual de Trânsito do estado do Rio de Janeiro, para a vistoria de veículos.
O único edifício remanescente, que está tombado, localiza-se na esquina da rua 2 de Dezembro com o Beco do Pinheiro, e pode ser alugado para eventos. Este prédio foi projetado pelo arquiteto Francisco de Azevedo Monteiro Caminhoá, e encontrava-se em péssimo estado de conservação em 1987, quando foi reformado para abrigar a sede do Instituto de Arquitetos do Brasil.